# أوسكار تيمارو
أوسكار تيمارو (مواليد 1 نوفمبر 1944) هو سياسي من بولينزيا الفرنسية شغل منصب رئيس الجزر عدة مرات.